# Площі
Площі́ — село у Путильській селищній громаді Вижницького району Чернівецької області України.

## Географія
Понад селом тече річка Котлерівка, права притока Путилки.

## Населення
- 1989: 287 осіб[1];
- 2001: 283 особи.